# بريسكوت رايت
بريسكوت رايت (بالإنجليزية: Prescott Wright)‏ هو منتج أفلام أمريكي، ولد في 8 مايو 1935، وتوفي في 28 ديسمبر 2006.

## روابط خارجية
- بريسكوت رايت على موقع IMDb (الإنجليزية)